# سس پریم
سس پریم (هلندی: Cees Priem؛ زادهٔ ۲۷ اکتبر ۱۹۵۰) دوچرخه‌سوار اهل هلند است.
از باشگاه‌هایی که در آن رکاب زده‌است می‌توان به تی‌آی-رالی و تیم لوتوان‌ال–یومبو اشاره کرد.